# José Ignacio Pichardo
José Ignacio Pichardo Galán (Madrid, 29 de abril de 1971) es un antropólogo español especializado en la investigación sobre diversidad sexual y la realidad del colectivo LGTBIQA+.

## Trayectoria
Se licenció y doctoró en Antropología Social por la Universidad Autónoma de Madrid (UAM). Es profesor de esta materia en la Universidad Complutense de Madrid (UCM), y en el máster de Estudios Interdisciplinares de Género del Instituto Universitario de Estudios de la Mujer. Es el vicedecano de Estudiantes y Extensión Universitaria de la Facultad de Trabajo Social de la Universidad Complutense de Madrid.
Pichardo es director Grupo de Investigación Antropología Diversidad y Convivencia en la UCM. Sus trabajos de investigación se centran en cuestiones de parentesco, familia, sexualidad, género e interculturalidad. Ha realizado y publicado diversas investigaciones sobre diversidad sexual y familiar; mujeres lesbianas y derechos humanos; situación de adolescentes gays, lesbianas, bisexuales y trans en ámbitos educativos; y diversidad sexual en el ámbito general. Ha publicado además textos referidos a las migraciones y la interculturalidad.
Dentro de sus trabajos más remarcados, en 2008 presentó un estudio sobre adolescentes y diversidad sexual bajo el título Adolescencia y sexualidades minoritarias. Voces desde la exclusión, donde llevó a cabo 4.600 entrevistas a adolescentes para conocer su actitud ante la homosexualidad. Actualmente su trabajo se centra en la experiencia del colectivo LGTBI y la gestión de la diversidad en el ámbito laboral.
Ha llevado a cabo estancias de investigación en la Universidad de Barcelona, San Francisco State University, Laboratoire de sciences sociales de París, Université du Québec à Montréal, Universidade Estadual Paulista, Universidad de Buenos Aires y Università degli Studi di Foggia.
Desde 2016 coordina, junto a Mercedes Sánchez, la Oficina de Diversidad Sexual e Identidad de Género de la Universidad Complutense de Madrid, servicio  para la atención, formación e investigación especializada en diversidad afectivo sexual y de género. Este servicio surge en colaboración con otros colectivos y forma parte de la Unidad de Apoyo a la Diversidad e Inclusión de la Universidad Complutense de Madrid.
Pichardo participa en la organización de las jornadas anuales de Cine y Sexualidad en la Universidad Autónoma de Madrid y forma parte de la Junta Directiva de la Asociación Antropólogos Iberoamericanos en Red (AIBR) desde el año 2002.

## Reconocimientos
En 2006, recibió el Tercer Premio de Investigación Social Caja Madrid por su trabajo Homofobia en el sistema educativo. Este premio se celebra desde el año 2002 para apoyar la actividad de todos aquellos organismos que trabajan en favor de las personas que, por encontrarse en situación de dependencia, requieren apoyos para su vida cotidiana. Al año siguiente, en 2007, el Ministerio de Educación y Ciencia le concedió una Mención Honorífica en los Premios Nacionales de Investigación e Innovación Educativa por su trabajo Adolescentes ante la diversidad sexual. Homofobia en los centros educativos.
En 2017, Pichardo recibió el premio Orgullo de Ser por parte del sindicato Comisiones Obreras.

## Publicaciones
- 2003 – Reflexiones en torno a la cultura una apuesta por el interculturalismo. ISBN 84-9772-032-6.[17]
- 2006 – Homofobia en el sistema educativo, coordinado con Jesús Generelo, COGAM.[18]
- 2008 – Adolescencia y sexualidades minoritarias. Voces desde la exclusión, coordinado con Con Jesús Generelo y Guillem Galofré, Alcalá Grupo Editorial. ISBN 978-84-9680-635-1.[9]
- 2009 – Adolescentes ante la diversidad sexual. Homofobia en los centros educativos, Editor Catarata. ISBN 978-84-8319-460-7.[19]
- 2009 – Entender la diversidad familiar, Ediciones Bellaterra. ISBN 978-84-7290-459-0.[20]
- 2015 – Abrazar la diversidad: propuestas para una educación libre de acoso homofóbico y transfóbico, Instituto de la Mujer y para la Igualdad de Oportunidades.[21][22]
- 2015 – Diversidad sexual y convivencia: una oportunidad educativa. ISBN 978-84-608-4969-8.[23]
- 2016 – Sumando libertades: guía iberoamericana para el abordaje del acoso escolar por homofobia y transfobia. Con Matías de Stéfano Barbero. ISBN 978-84-930592-3-1.[24]
- 2019 – Guía ADIM LGBT+ Inclusión de la diversidad sexual y de identidad de género en empresas y organizaciones. Ministerio de la Presidencia, Relaciones con las Cortes e Igualdad.[25][26]